# Benaminio Mateinaaqara
Benaminio Mateinaaqara (ur. 18 sierpnia 1987) – fidżyjski piłkarz występujący na pozycji bramkarza. W 2012 roku wziął udział w Pucharze Narodów Oceanii.